# Orthodontium pallens
Orthodontium pallens är en bladmossart som beskrevs av Brotherus 1903. Orthodontium pallens ingår i släktet Orthodontium och familjen Bryaceae. Inga underarter finns listade i Catalogue of Life.